# جو دوو
جو دوو Ju Dou (چینی 菊豆 پین‌یین Jú Dòu) فیلمی چینی به کارگردانی ژانگ ییمو با بازی گونگ لی به عنوان شخصیت اصلی فیلم که در سال ۱۹۹۰ منتشر شد. اولین فیلم چینی بود که نامزد دریافت جایزه اسکار برای بهترین فیلم خارجی زبان در سال ۱۹۹۰ شد. این فیلم یک تراژدی با تمرکز بر شخصیت جو دوو با یک زن جوان و زیبا که فروخته شده‌است.
فیلم برای چند سال در چین ممنوع شد اما این ممنوعیت برداشته شده‌است. دولت چین در ماه ژوئیه سال ۱۹۹۲ اجازه مشاهده آن را داد.داستان برگرفته از یک رمان است.

## بازیگران
- گونگ لی در نقش جو دوو (S: 菊豆 T: 菊荳 P: Jú Dòu);
- Li Baotian در نقش یانگ (S: 杨天青 T: 楊天青 P: Yáng Tiānqīng), Ju Do
- Li Wei در نقش یانگ (S: 杨金山 T: 楊金山 P: Yáng Jīnshān)
- Yi Zhang در نقش یانگ (S: 杨天白 T: 楊天白 P: Yáng Tiānbái)
- ژنگ جیان در نقش Tianbai به عنوان یک جوان.

## جوایز
- جشنواره فیلم کن ۱۹۹۰
  - لوئیس بونوئل جایزه ویژه
  - نخل طلا (معرفی)[۹]
- وایادولید جشنواره بین‌المللی فیلم های ۱۹۹۰
  - طلایی سنبله
- شیکاگو جشنواره بین‌المللی فیلم های ۱۹۹۰
  - طلا هوگو
- نروژی جشنواره بین‌المللی فیلم های ۱۹۹۰
  - بهترین فیلم خارجی فیلم سینمایی (آماندا)
- ۶۳ جوایز اسکار های ۱۹۹۱
  - نامزد بهترین فیلم زبان خارجی